# Azzurra Volley Florence
Pour les articles homonymes, voir Florence (homonymie) et Firenze.
Maillots
L'Azzurra Volley Florence (en italien : Azzurra Volley Firenze) est un club italien de volley-ball féminin basé à Florence en région Toscane. Fondé en 1975, il évolue dans le Championnat professionnel de Serie A1 depuis la saison 2014-2015.

## Noms précédents
En raison de contrats de sponsoring, le club a concouru sous les noms suivants :
- Volleyball Arci San Casciano (1975–1986)
- Azzurra Volley San Casciano (1986–2004)
- Il Bisonte Azzurra Volley San Casciano (2004–2013)
- Il Bisonte San Casciano (2013–2014)
- Il Bisonte Firenze (2014–)

## Histoire
Le club naît en 1975 à San Casciano in Val di Pesa sous le nom de Volley-ball Arci San Casciano, dénomination maintenue jusqu'en 1986, année où il se renomme Azzurra Volley San Casciano après son accession en Serie B2 (4e division nationale). A la fin de la saison 2001-2002, le club monte en Serie B1 grâce sa première place au classement en championnat. Après une période d'adaptation à ce niveau, il atteint pour la première fois les play-offs d'accession pour la Serie A2 lors de l'exercice 2005-2006 mais est éliminée en quarts de finale. L'équipe continue néanmoins de se maintenir en haut du classement dans les championnats suivants, passant même près de la montée en Serie A2 lors de la saison 2010-2011 lorsqu'elle est battue en finale des play-offs. L'événement ne sera finalement reporté que d'une année grâce à la première place obtenue au classement du championnat 2011-2012.
Lors de la saison 2012-2013, le club participe pour la première fois à un championnat professionnel, tandis que sur l'exercice suivant il remporte son premier trophée avec la Coupe d'Italie A2, en plus d'obtenir sa promotion en Serie A1, grâce à sa victoire lors des barrages d'accession.

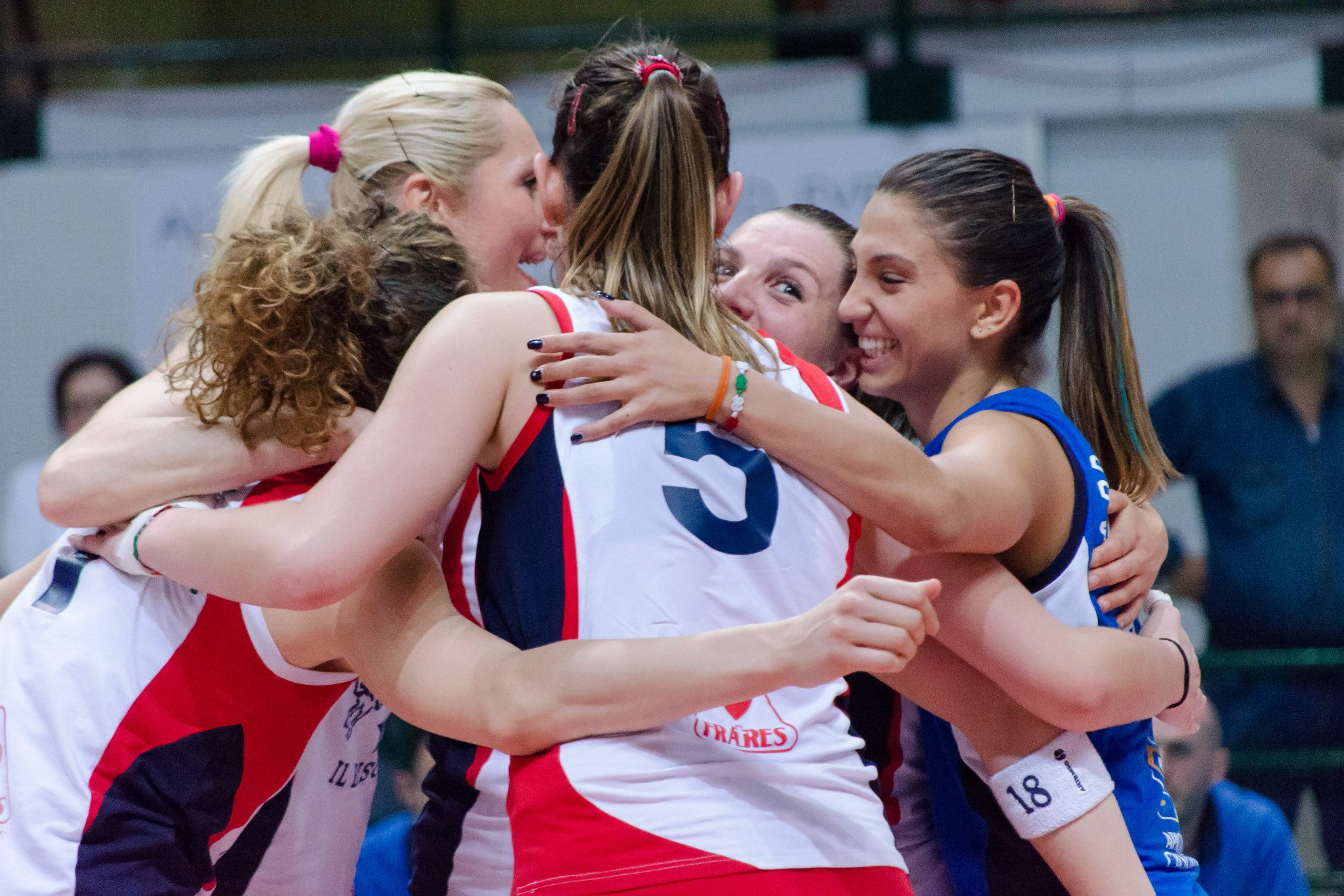
L'équipe en Serie A2 lors de la saison 2013-2014.

Lors de la saison 2015-2016, l'équipe se retrouve reléguée, terminant à la 11e et avant-dernière place du championnat, avant d'être maintenue grâce à un repêchage. Lors de l'exercice suivant, le club se qualifie pour la première fois pour les play-offs en Serie A1, voyant son parcours aller jusqu'en quarts de finale. Lors de la saison 2020-2021, l'équipe fait ses débuts en Supercoupe nationale où elle est éliminée au stade des quarts de finale.

En 2022, le club déménage son siège à Florence et se renomme Azzurra Volley Florence.

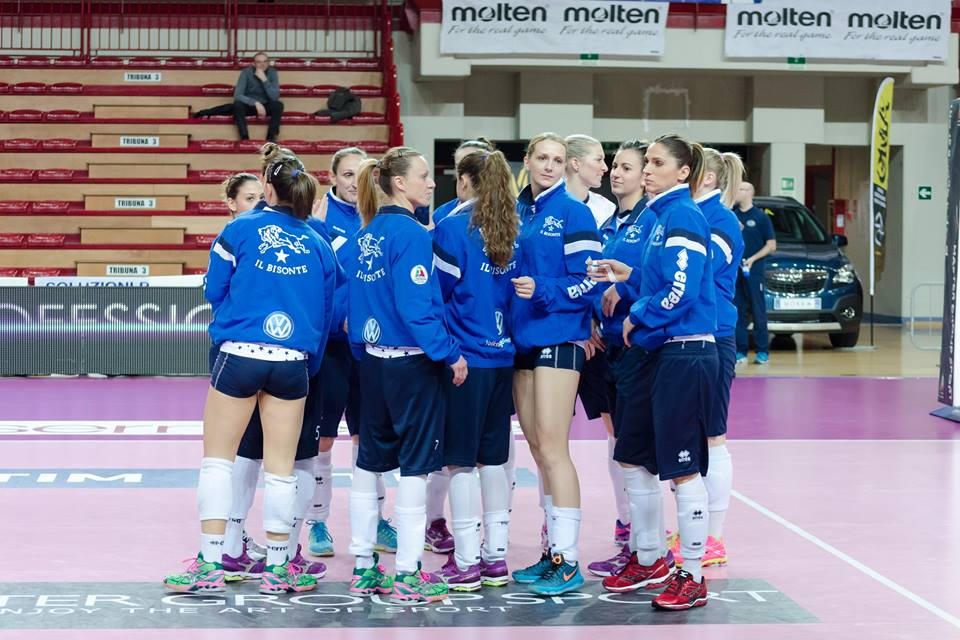
En Serie A1, saison 2015-2016.

## Palmarès
- Coupe d'Italie A2 (1) :
  - Vainqueur : 2014.